# Ingo Marius Friis
Ingo Marius Friis (7. marts 1838 på Fyn - 5. juni 1912) var en dansk landmand, der fik oprettet den første danske kvægavlsforening.
Friis overtog 1871 forpagtningen af hovedgården Lindersvold ved Fakse, og her begyndte han sit arbejde for oprettelsen af kvægavlsforeninger, der siden fik en meget stor betydning for dansk landbrug. Den første egentlige kvægavlsforening i Danmark fik Friis oprettet 1884 i Roholte Sogn, og med en utrættelig energi virkede han for dannelsen af disse foreninger, eller, som de kaldtes på Sjælland, tyreforeninger. Samme år som på Sjælland blev i Jylland den første kvægavlsforening oprettet på initiativ af etatsråd Frantz Hvass, og frem for andre har Friis og Hvass æren for, at den kooperative bevægelse gennem kvægavlsforeningerne lagde nyt, frugtbart land under sig.